# На разных берегах (фильм)
«На разных берегах» (азерб. Müxtəlif sahillərdə) — советская немая драма с элементами детектива, снятая в 1926 году на киностудии «Азгоскино».

## Сюжет
Фильм посвящён нефтяным промыслам в годы становления советской власти в Азербайджане. Герои фильма были втянуты в борьбу рабочего класса.

## Создатели фильма

### В ролях
- Мирза Алиев — американский рабочий
- Мустафа Марданов — Аббас
- Надежда Венделин
- Микаил Микаилов
- Сергей Троцкий
- Пётр Кириллов — Дик Тикстон